# قائمة مساجد المدينة المنورة التاريخية
تشمل القائمة التالية جميع المساجد التاريخية الموجودة في المدينة المنورة.
1. المسجد النبوي.
2. مسجد قباء.
3. مسجد أحد أو الفسح: ويقع بسفح جبل أحد في شعب الجرار.
4. مسجد بني خدارة: الذي عند أجم سعد بن عبادة وحلق رأسه فيه، كان عند ثنية الوداع الشمالية.
5. مسجد بني خدرة أو حدرة كان جنوب المسجد النبوي بالقرب من بئر البصة.
6. مسجد الفتح: مصلى رسول الله خلال غزوة الأحزاب، غربي جبل سلع بنى في إمارة عمر بن عبد العزيز على المدينة 87 ـ 93هـ ــ 706 ــ 712م ويُروى أنه شُيَّدَ في موقع القبة التي ضربت لرسول الله صل الله عليه وسلم في غزوة الأحزاب
7. مسجد بني أمية: كان بالحرة عند موضع الكبا عند مال نهيك بقربان. وهو المعروف الآن ببستان قربان.
8. مسجد الراية (المدينة المنورة) يقع فوق جبل ذباب، وضرب رسول الإسلام يوم الخندق على الجبل.
9. مسجد ابي بكر الصديق يقع في الجهة الغربية الجنوبية للمسجد النبوي الشريف يُروى أن رسول الله صل الله عليه وسلم صلى العيد في هذا الموقع، ومن بعده أبو بكر الصديق أثناء خلافته فنسب إليه، بني أول مرة في إمارة عمر بن عبد العزيز على المدينة.
10. مسجد عمر بن الخطاب (المدينة المنورة) يقع المسجد في الجهة الجنوبية الغربية من المسجد النبوي، ويبعد عن مبنى التوسعة 455 متراً، كما يبعد مسجد الغمامة قرابة 133متراً.[1]
11. مسجد جهينة وبلي، خطه الرسول بيده وصلى فيه أيضاً. يقع خلف المدرسة الناصرية.
12. مسجد علي بن أبي طالب
13. مسجد بنى ساعدة، وكان خارج بيوت المدينة غربي المسجد النبوي.
14. مسجد بني بياضة بمنازلهم.
15. مسجد بني الحبلى كان في منازلهم بين قباء وبطحان.
16. مسجد بني عضية بمنازلهم.
17. مسجد أبي بن كعب كان شرقي المسجد النبوي عند بقيع الغرقد.
18. مسجد بني عمرو بن مبذول.
19. مسجد بني دينار.
20. مسجد دار النابغة، غربي المسجد النبوي في زقاق الطوال.
21. مسجد بني عدي في بيت صرمة بزقاق الطوال.
22. مسجد السنح بالعوالي.
23. مسجد بني خطمة بمنازلهم، بقربان ويعرف بمسجد العجوز، كان بالقرب من قبر البراء بن معرور.
24. مسجد الفضيخ أو مسجد الشمس بالعوالي.
25. مسجد صدقة الزبير، التي في بني محمم.
26. مسجد عتبان بن مالك، بقباء شمال مسجد الجمعة.
27. مسجد بني حارثة (المستراح)، يقع على طريق سيد الشهداء.
28. مسجد بني ظفر (البغلة) بمنازلهم، يقع شرقي البقيع.
29. مسجد واقم في بني عبد الأشهل.
30. مسجد الإجابة أو مسجد بني معاوية (المباهلة)، يقع شمال البقيع على شارع الملك فيصل.
31. مسجد الجمعة أو مسجد عاتكة في بني سالم وفيه صلى رسول الإسلام أول جمعة.
32. مسجد الخربة كان غربي جبل سلع وغربي مساجد الفتح.
33. مسجد القبلتين.
34. مسجد بني حرام بالقاع غربي جبل سلع.
35. مسجد مشربة أم إبراهيم بالعوالي.
36. مسجد ميثب وهي من صدقاته وقد صلى فيها، ويعرف بمسجد الفقير ويقع بالعوالي.
37. مسجد راتج شرقي جبل الراية.
38. مسجد عينين أو (مسجد الظرب، مسجد الصبح، مسجد مصبح): يقع فوق جبل الرماة بطرفه الشرقي.
39. مسجد بني وائل بمنازلهم.
40. مسجد السقيا، بالعنبرية، وعنده استعرض جيش بدر.
41. مسجد البدائع أو الشيخين، وعنده بات رسول الإسلام قبل توجهه إلى أحد، ويقع على طريق سيد الشهداء قبل مسجد المستراح.
42. مسجد السجدة بالمُعَرَّس.
43. مسجد الشجرة أو ذو الحليفة.
44. مسجد بني زريق، وهو أول مسجد قرئ فيه القرآن بالمدينة.
45. مسجد بني مازن بمنازلهم، وقد خطه وهيأ قبلته. موقعه بقربان عند طلعة البحر حيث مساكن بني مازن.
46. مسجد بني سالم الأكبر، يقع شرق قلعة قباء وغرب مسجد الجمعة بالقرب من الطريق العام.
47. مسجد الغمامة أو مسجد المصلى، وعنده قال رسول الإسلام: (هذا مجمعنا ومستمطرنا ومدعانا لعيدنا وأضحانا فلا يبنى فيه لبنة على لبنة ولا خيمة).
48. مسجد البدائع أو الشيخين أو مسجد الدرع قرب مسجد المستراح وفي موضعه خلع رسول الله درعه وصلى العصر والمغرب والعشاء وبات ثم صلى الصبح وإتجه لجبل أحد. ويقع على طريق سيد الشهداء قبل مسجد المستراح.

ومن الدور التي صلى فيها:

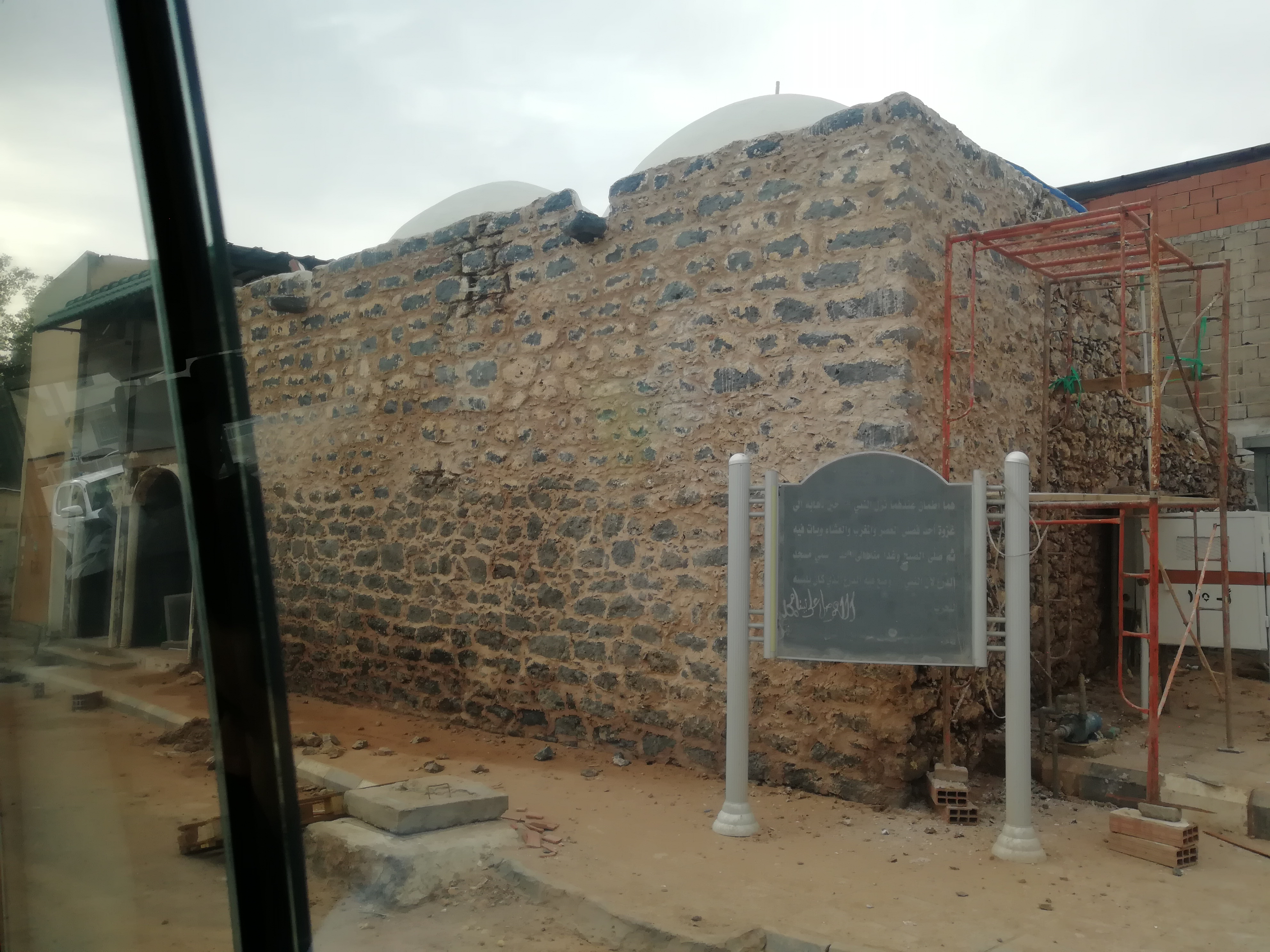
مسجد الدرع تحت الترميم في 2018

- دار الشفاء التي في منازل بني عدي بالقرب من سوق المدينة.
- دار بسرة بنت صفوان.
- دار عمرو بن أمية الضمري.
- دار سعد بن خيثمة بقباء، كان جنوب مسجد قباء.
- بفناء دار حكيم بن العداء عند أصحاب المحامل شمال مسجد المصلى، وهو المعروف اليوم بمسجد على بن أبي طالب (صلاة العيد).
- في حارة الدوس(صلاة العيد).
- في موضع آل درة(صلاة العيد).

كانت هذه أسماء بعض المساجد والدور التي ذكرها ابن شبه في كتابه تاريخ المدينة المنورة والتي صلى بها رسول الإسلام أو خطها بيده لأهلها لكي تكون مسجداً لهم.